# Habilitação de casamento
Habilitação de casamento, habilitação para o casamento ou processo de casamento é o conjunto de documentos apresentados pelos noivos ao ofício de registro civil para que possam contrair matrimônio. Os documentos necessários são dispostos pelo Código Civil vigente à data do pedido de habilitação.

## Brasil
Para o casamento no Brasil, os noivos devem dirigir-se ao ofício de registro civil que tem jurisdição sobre a residência de um dos noivos. Atualmente, os documentos necessários para que dois cidadãos habilitem-se para o casamento são:
- cédula de identidade de ambos os noivos;
- certidão de nascimento de ambos os noivos;
- certidão de casamento com averbação de divórcio, se for o caso;
- certidão de casamento do primeiro casamento, se um dos noivos for viúvo;
- certidão de óbito do cônjuge falecido em caso de casamento anterior;
- autorização dos pais caso um dos noivos tenha menos de dezoito anos.

Até a década de 1940 era muito comum que os noivos apresentassem declarações de testemunhas no lugar de certidões ou documentos de identificação pessoais. De qualquer maneira, a habilitação de casamento é uma fonte importante para os interessados em obter informações genealógicas de seus ancestrais.
A maioria dos cartórios guarda as habilitações de casamento em seu formato original (suporte em papel), todavia muitos outros preferiram microfilmar seu arquivo para resolver problemas de espaço físico.

## Direito canônico
A Igreja Católica determina as suas regras de habilitação através do Processo de Habilitação Matrimonial.